# فيتال أو
نادي فيتال أو هو نادي كرة قدم بوروندي يقع مقره في بوجومبورا، بوروندي. تأسس عام 1975، يلعب الفريق في دوري بوروندي الممتاز، الملعب الرئيسي للفريق هو ملعب الأمير لويس رواغاسوري، فاز بلقب الدوري المحلي 15 مرة في تاريخه، كما فاز ببطولة كأس بوروندي لكرة القدم 12 مرة، شارك في بطولة أفريقيا للأندية أبطال الدوري 7 مرات.